# Pierre-Émile Bernède
Pour les articles homonymes, voir Bernède (homonymie).
Pierre-Émile Bernède, né Pierre Bernède à Bordeaux le 22 septembre 1820 et mort dans la même ville le 3 novembre 1900 est un peintre français.

## Biographie
Pierre-Émile Bernède est élève de Pierre Lacour fils à Bordeaux et de Charles Gleyre à l'école des Beaux-Arts de Paris. Il revient à Bordeaux après les événements de 1848.
Il réalise de nombreuses gouaches du Vieux-Bordeaux et est un des membres fondateurs de la Société archéologique de Bordeaux.
Jean-Pierre Clément à peint son portrait en 1845 (musée des Beaux-Arts de Bordeaux).

## Œuvres
- Le Sacrifice d'Abraham, 1843, 1er prix de peinture d'histoire à Bordeaux[6].
- La Jeune Fille entre la misère et la séduction, 1847[4].
- Un chemin de Quinsac, 1861[4].
- Mise au jour des vestiges du rempart gallo-romain place Pey Berland en 1865, 1865, Bordeaux, musée d'Aquitaine.
- Les Travaux de percement du cours d'Alsace et Lorraine à Bordeaux, 1867, Bordeaux, musée d'Aquitaine[7].
- Vue prise dans les vieux quartiers de Bordeaux, 1870[4].
- Émigration des Gaulois, pastel, musée des Beaux-Arts de Nantes.

Œuvres de Pierre-Émile Bernède
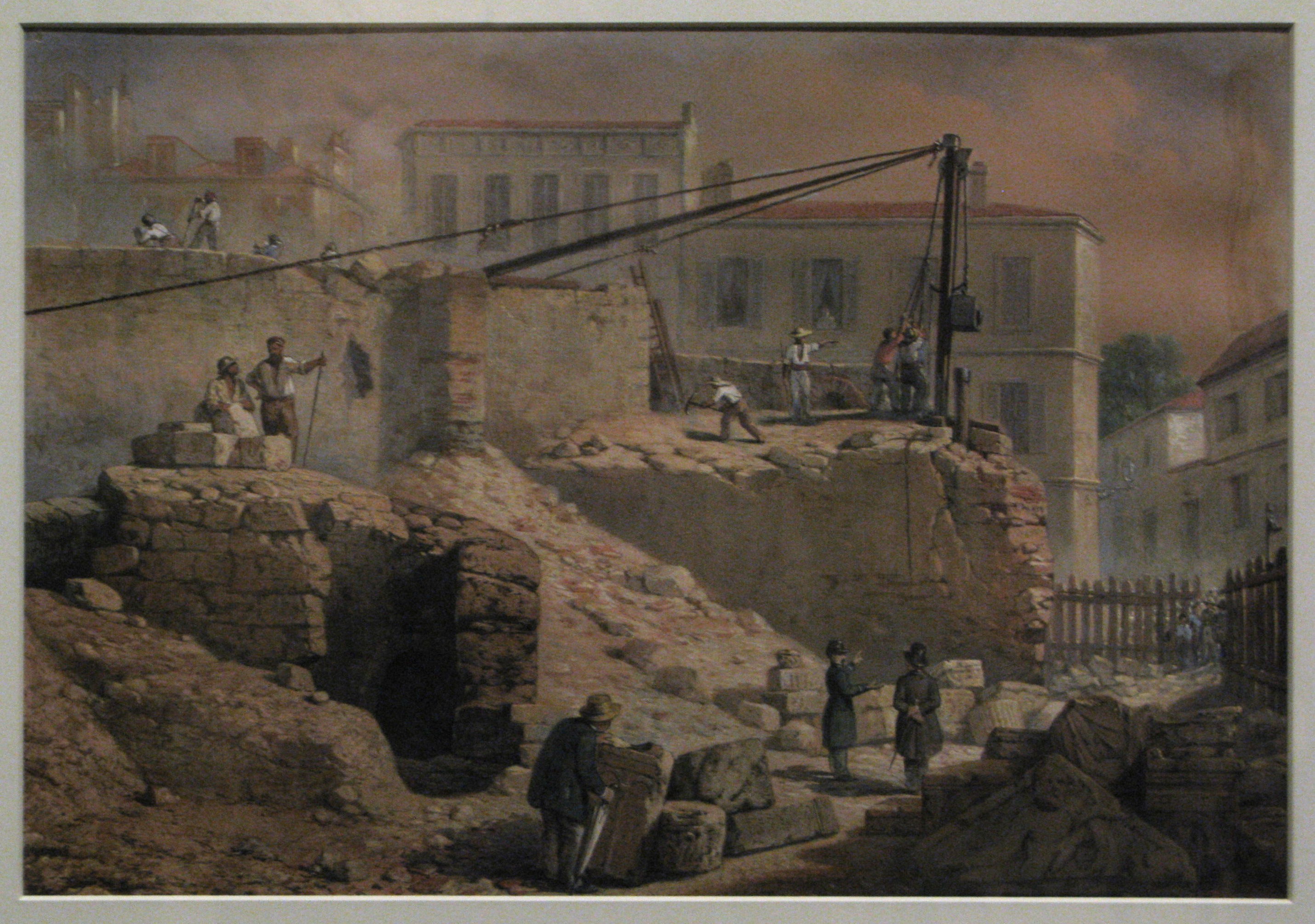
Mise au jour des vestiges du rempart gallo-romain place Pey Berland en 1865 (1865), Bordeaux, musée d'Aquitaine.
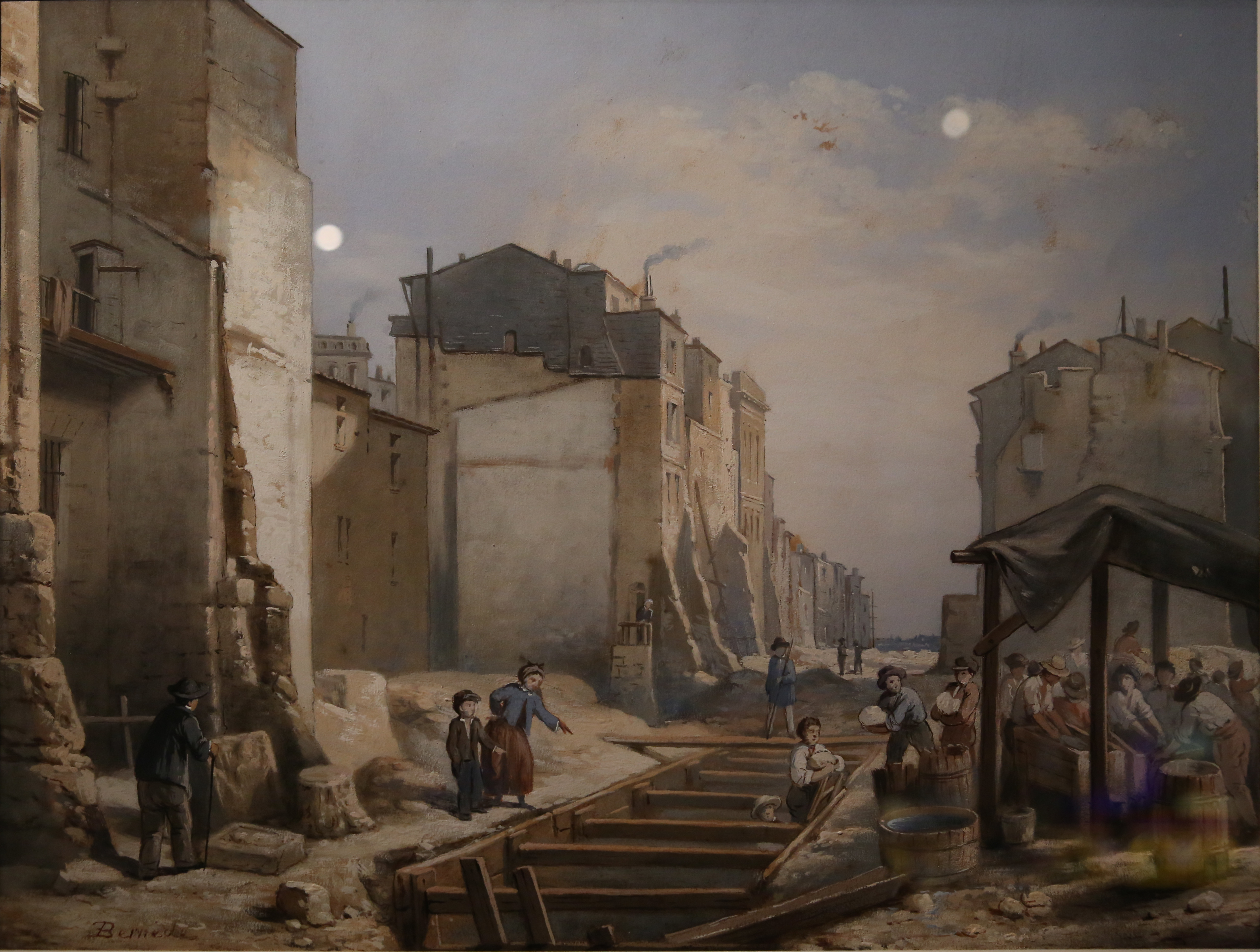
Les Travaux de percement du cours d'Alsace et Lorraine à Bordeaux (1867), Bordeaux, musée d'Aquitaine.

## Élèves
- Eugène Vergez (1846-1925)